# TAMALA2010 a punk cat in space
『TAMALA2010 a punk cat in space』（タマラ 2010 ア パンク キャット イン スペース）は、日本のアニメ映画。

## 概要
本作は、 hideの設立したレコードレーベル・LEMONedの共同プロデューサーであるt.o.L（trees of Life）が制作した。彼女たちにとって本作はLEMONed、すなわちhideへの贈り物だったとされており、ニュースサイト・BARKSにおいては「LEMONedという種が体にくい込み、芽を出したのだ」と形容されている。
このアニメはほぼ白黒で構成されていながら、3Dと2Dの両方を用いている。ストーリーはトマス・ピンチョンの『競売ナンバー49の叫び』のアニメ版ともいえる内容となっている 。キャッチコピーは「ファッキンな一日が始まりますね」。
当初は3部作（タマラが真の母を探すTAMALA IN ORION 、タルタの核心に迫ったTATLA）の第1部になるはずで、 TAMALA IN SPACEというタイトルのカラーテレビアニメ版も作られるはずだった。しかし、これらの作品は完成することなく、代わりに小原秀一監督・STUDIO 4℃制作 のアニメ「TAMALA ON PARADE」と「TAMALA'S "WILD PARTY"」が制作された（いずれも2007年8月にリリースされた『TAMALA ON PARADE』に収録）。

## あらすじ
2010年、雌猫のタマラは、一歳の誕生日を機に、住処のあるネコ地球のMEGURO-CITYを離れ、生みの母のいるオリオン座エデッサ星へ行くことにした。しかし隕石の衝突により宇宙船が故障し、ネコ地球にそっくりな惑星・Q星に不時着してしまう。タマラはトラブルに動じることなく自由気ままに過ごし、現地に暮らす雄猫・ミケランジェロとも親しくなる。
ある日、彼女はミケランジェロとデートしていたところ、ジャーマン・シェパードのケンタウロスに殺される。
ここで、2032年のネコ中国の上海にて、ノミノス教授が巨大企業グループ・CATTY & Co. の歴史を調べた結果を発表する場面に切り替わる。
古代の宗教団体・ミネルヴァ教団の生き残りによって立ち上げられた私的郵便機関を母体とするこの組織は、19世紀半ばから家庭用製品の販売や積極的な広報活動を行うようになり、それに合わせてネコ銀河系およびその近隣惑星の国有系企業の合併と買収を繰り返しながら巨大企業へと成長していった。1869年に同社が発売したマッチの箱にはタマラに酷似した雌猫の姿があしらわれており、それ以降同社が発売してきた商品群においても同じ雌猫の姿があった。
再び場面はタマラが殺された後の世界に戻り、ケンタウロスは恋人のクッキーを乗せてバイクで街を走っていたところ、暴徒に襲われる。
その夜、タマラがあしらわれたCATTY & Co.の広告が街を覆いつくす中、ミケランジェロは手にした歯磨き粉が声を上げるのを見て驚く。一方、クッキーを失って帰宅したケンタウロスも、手にしたマッチ箱に描かれた雌猫が笑い声をあげるのを見てショックを受け、家を飛び出す。
翌日、ミケランジェロは家にいきなり入ってきたゾンビ・ネコから、タマラの出生の秘密や、CATTY & Co. の秘密について聞かされる。
一方、死んだはずのタマラは包帯だらけの状態で目覚め、別次元メグロ・シティに暮らす謎のロボット猫・タトラと対話する。
タトラと別れた後、タマラはミケランジェロの目の前に現れ、ゾンビ・ネコにけりを入れる。
タマラがケンタウロスの家で飼われていた雌ネズミのペネロペを連れ、再びオリオン座へ向かうところで、物語は幕を下ろす。

## 登場人物
タマラ
声 - ハラシマアツコ
主人公である一歳の雌猫。1869年4月19日生まれ。
アメリカンショートヘアと日本猫のハーフ。タバコを必需品としており、誰に対してもタメ口で話す。口より先に手が出る、気に入らないものはすぐに壊してしまうといった破壊的で傍若無人な性格。
出生に秘密があり、何度殺されても生き返ってしまう不死身の存在であるため死ぬことが出来ない。年をとることもなく、一歳の誕生日を永遠に繰り返す宿命を背負っている。Catty&co.によって更生が必要と判断された星へ無意識に送り込まれ、殺されることでその星に破壊と再生をもたらす。
ミケランジェロ
声 - 武田真治
Q星に暮らす二歳の雄猫。優柔不断な性格。
タマラにナンパされボーイフレンドとなり、彼女に翻弄される。タマラに「モアモアちゃん」というあだ名で呼ばれており、そのたびにミケランジェロだと言い返す。
ケンタウロス
白バイ警官の格好をしたジャーマン・シェパード。サディスト。
ノミノス教授
声 - 加藤武
CATTY & Co. の歴史を調べていた老学者。
ゾンビ・ネコ
声 - 加藤武
タトラ
声 - ベアトリス・ダル
別次元メグロ・シティに暮らす謎のロボット猫。タマラの夢に頻繁に現れる。
謎の郵便配達ネコ
声 - 佐藤54-71
CATTY & Co. と書かれた帽子をかぶっているネコで、常にタマラの行動を監視している。
ねずみちゃんペネロペ
タマラによく似たネズミで、ケンタウロスに飼われている。
にんげんのおかあさん
タマラの養母。大蛇を体に巻きつけながらテレビゲームばかりしている。タマラのことを「タマ」と呼ぶ。

## スタッフ
- 音楽・監督：t.o.L[2]
- キャラクターデザイン：t.o.L
- 製作：キネティック、ティー・ワイ・オー
- 配給：キネティック
- 配給協力：テレビ東京
- 主題歌：trees of Life「ONEDAY FOR MARIA」

## 受賞歴
- ファンタジア映画祭　審査員部門最優秀アニメ賞と観客部門最優秀アニメ賞受賞[2]

## 公式リンク
- 映画公式サイト
- t.o.L's official TAMALA Web site - ウェイバックマシン（2019年8月4日アーカイブ分）（日本語）
- 公式Facebook
- TAMALA2010 a punk cat in space - Amazon Prime Video